# Elio Franzini
Elio Franzini (Milano, 19 maggio 1956) è un filosofo italiano, rettore dell'Università degli Studi di Milano dal 2018 al 2024.

## Biografia
Laureatosi in Filosofia teoretica nel 1979 con Giovanni Piana e Dino Formaggio, è professore ordinario di Estetica all'Università degli Studi di Milano. Ricercatore dal 1984, nel 1992 è professore associato presso l'Università di Udine. Nel 1994 ritorna a Milano ed è nominato ordinario nel 2000.
Presso l'ateneo milanese, è stato presidente del Corso di laurea in Scienze della Comunicazione (2000-2004), preside della Facoltà di Lettere e Filosofia (2004-2010) e prorettore per la Programmazione e i servizi alla didattica (2011-2012).
È stato membro della Commissione ministeriale per il nuovo regolamento sulla formazione universitaria degli insegnanti (2009) e della Commissione ministeriale di studio per la definizione delle indicazioni nazionali per i licei, nonché garante PRIN per l'Area 11.
Fa parte del Comitato scientifico della Fondazione Collegio San Carlo di Modena, della Fondazione Collegio di Milano, del Centro Internazionale Studi di Estetica, della Fondazione "Corrente", del Consiglio direttivo della "Fondazione Luzzatto". È membro effettivo dell'Istituto lombardo di scienze, lettere, arti.
Dirige la collana "Discorso, Figura" per le edizioni Mimesis ed è co-direttore de "Il dodecaedro", collana online di testi filosofici. È membro dei comitati scientifici delle riviste Adultità, Le parole della filosofia, Materiali di Estetica, Ikon. Forme e processi del comunicare, Rivista di Estetica, Leitmotiv, Chiasmi International.
Dal 27 marzo 2015 al 20 ottobre 2018 è stato presidente della Società Italiana d'Estetica.
È membro del Senato Accademico dell'Università Statale di Milano dal 2015.
Nel giugno 2018 è stato eletto Rettore dell'Università degli Studi di Milano per il sessennio 2018-2024. Ha formalmente assunto la carica il 1º ottobre 2018; il 1º ottobre 2024 gli è succeduto Marina Brambilla.
Nel 2025 è diventato presidente di MM S.p.A., società di ingegneria del Comune di Milano.

## Pensiero
Studioso di Husserl e della fenomenologia, nonché del pensiero francese moderno e contemporaneo, ha indagato sul fronte storico e teoretico alcuni temi cruciali dell'estetica, quali la creazione artistica, il simbolo, l'immagine, la costituzione dell'oggetto estetico nel tempo e nello spazio. Sulla scorta di una ricognizione della genesi settecentesca dell'estetica, vista quest'ultima come punto di incontro tra doxa ed episteme, fra sentimento e ragione, ha indagato lo statuto gnoseologico della disciplina, approfondendo il valore conoscitivo della dimensione precategoriale dell'esperienza. 
Questo percorso ha trovato una sintesi nell'ultima fase del suo pensiero, mirata alla definizione di una «fenomenologia dell'invisibile», ossia di un pensiero che sappia decifrare la ricchezza simbolica delle rappresentazioni e delle immagini.

## Opere principali
- L'estetica francese del Novecento. Analisi delle teorie, Milano, Unicopli, 1984
- D. Diderot, Lettera sui sordomuti e altri scritti sulla natura e sul bello (curatela), Milano, Guanda, 1984
- Il mito di Leonardo. Sulla fenomenologia della creazione artistica, Milano, Unicopli, 1987
- Lyotard come diavolo? Note per un'introduzione, in J.F. Lyotard, Discorso, figura, a c. di F. Mazzini, Milano, Unicopli, 1988; Milano, Mimesis, 2008
- P. Valéry, All'inizio era la favola. Scritti sul mito (curatela), Milano, Guerini, 1988
- Filosofia e modi della scrittura (curatela), Milano, Cuem, 1989
- Le leggi del cielo. Arte, estetica, passioni, Milano, Guerini, 1990
- Metafora, mimesi, morfogenesi, progetto. Un dialogo tra filosofi e architetti (curatela, con E. d'Alfonso), Milano, Guerini, 1991
- Fenomenologia. Introduzione tematica al pensiero di Husserl, Milano, Franco Angeli, 1991
- Oltre l'Europa. Dialogo e differenze nello spirito europeo, Milano, Edizioni dell'Arco, 1992
- Arte e mondi possibili. Estetica e interpretazione da Leibniz a Klee, Milano, Guerini, 1994
- Temi e problemi della fenomenologia, in E. Husserl, L'idea della fenomenologia, Milano, B. Mondadori, 1995
- L'estetica del Settecento, Bologna, Il Mulino, 1995; 2002
- F. Schiller, Sulla poesia ingenua e sentimentale (traduzione, con W. Scotti), Milano, Mondadori, 1995
- Estetica. I nomi, i concetti, le correnti (con M. Mazzocut-Mis), Milano, Bruno Mondadori, 1996; 2010
- Filosofia dei sentimenti, Milano, Bruno Mondadori, 1997
- Estetica e filosofia dell'arte, Milano, Guerini, 1999
- "Introduzione all'edizione italiana" di R. Debray, Vita e morte dell'immagine, Milano, Il Castoro, 1999.
- Gusto e disgusto, Milano, Nike, 2000
- "Introduzione" a E. Husserl, Idee per una fenomenologia pura e per una filosofia fenomenologica, trad. it. di V. Costa, Einaudi, Torino, 2000
- Il Cézanne degli scrittori, dei poeti e dei filosofi (curatela, con G. Cianci e A. Negri), Milano, Bocca, 2001
- Fenomenologia dell'invisibile. Al di là dell'immagine, Milano, Cortina, 2001
- La fenomenologia (con V. Costa e P. Spinicci), Torino, Einaudi, 2002
- Il teatro, la festa e la rivoluzione. Su Rousseau e gli enciclopedisti, Palermo, Aesthetica preprint, 2002.
- "Presentazione" a K. Rosenkranz, Estetica del brutto, Palermo, Aesthetica, 2004
- Verità dell'immagine, Milano, Il Castoro, 2004
- Estetica dell'espressione (con C. Cappelletto), Firenze, Le Monnier, 2005
- L'altra ragione. Sensibilità, immaginazione e forma artistica, Milano, Il Castoro, 2007
- I simboli e l'invisibile. Figure e forme del pensiero simbolico, Milano, Il Saggiatore, 2008
- Elogio dell'illuminismo, Milano, Bruno Mondadori, 2009
- La rappresentazione dello spazio, Milano, Mimesis, 2011
- Introduzione all'estetica, Bologna, Il Mulino, 2012
- D. Diderot, Arte, bello e interpretazione della natura (curatela), Milano, Mimesis, 2013
- Non sparate sull'umanista. La sfida della valutazione (con A. Banfi e P. Galimberti), Milano, Guerini e Associati, 2014
- Filosofia della crisi, Milano, Guerini e Associati, 2015
- Moderno e postmoderno. Un bilancio, Milano, Raffaello Cortina Editore, 2018
- Filosofia per il presente. Simboli e dissidi della modernità, Brescia, Morcelliana, 2022
- Logica della verità. La metafisica e le cose, Milano, Raffaello Cortina, 2024